# دومينغو براينت
دومينغو براينت (بالإنجليزية: Domingo Bryant)‏ هو لاعب كرة قدم أمريكية أمريكي، ولد في 8 ديسمبر 1963 في ناكوغدوشس في الولايات المتحدة.

## وصلات خارجية
- دومينغو براينت على موقع مرجع كرة القدم المحترفة.كوم (الإنجليزية)
- دومينغو براينت على موقع JustSportsStats.com (الإنجليزية)
- دومينغو براينت على موقع كلية كرة القدم في سبورتس رفرنس.كوم (الإنجليزية)